# نیدا (لیتوانی)
نیدا (به لیتوانیایی: Nida) شهری در غرب لیتوانی در باریکه‌ای که تالاب کورونی و دریای بالتیک را از هم جدا می‌کند قرار دارد . نیدا یک شهر توریستی است و دارای اقامتگاه‌ها و هتل‌ها و رستوران‌های متعدد است . نیدا ظاهراً در گذشته جمعیت قابل توجهی داشته برآوردها جمعیت ۱۱ هزار نفر برای جمعیت نیدا تخمین می‌زنند که بخش قابل توجه این جمعیت در طاعون ۱۶۰۳ نیدا از بین رفته است . 

## نگارخانه

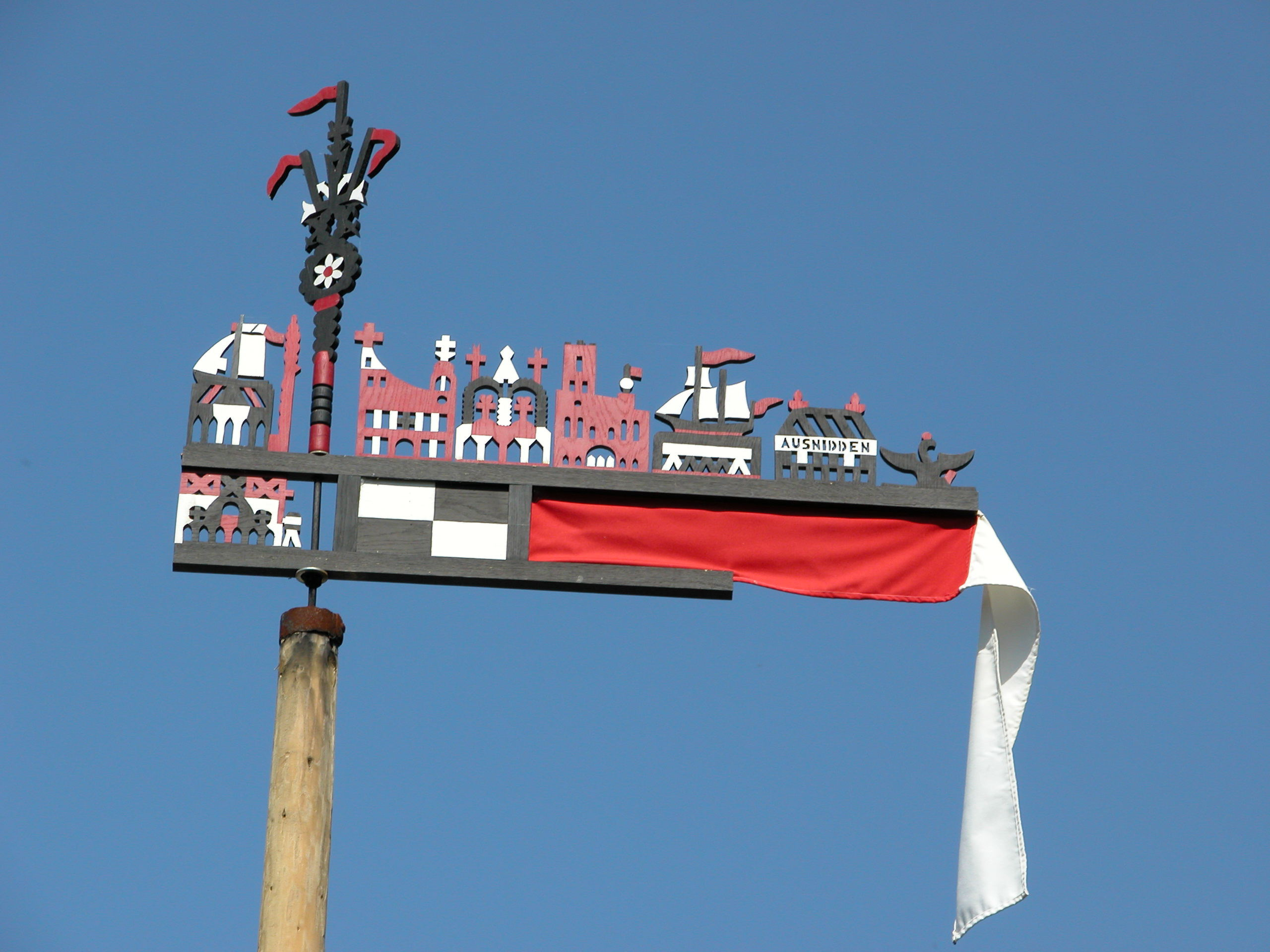
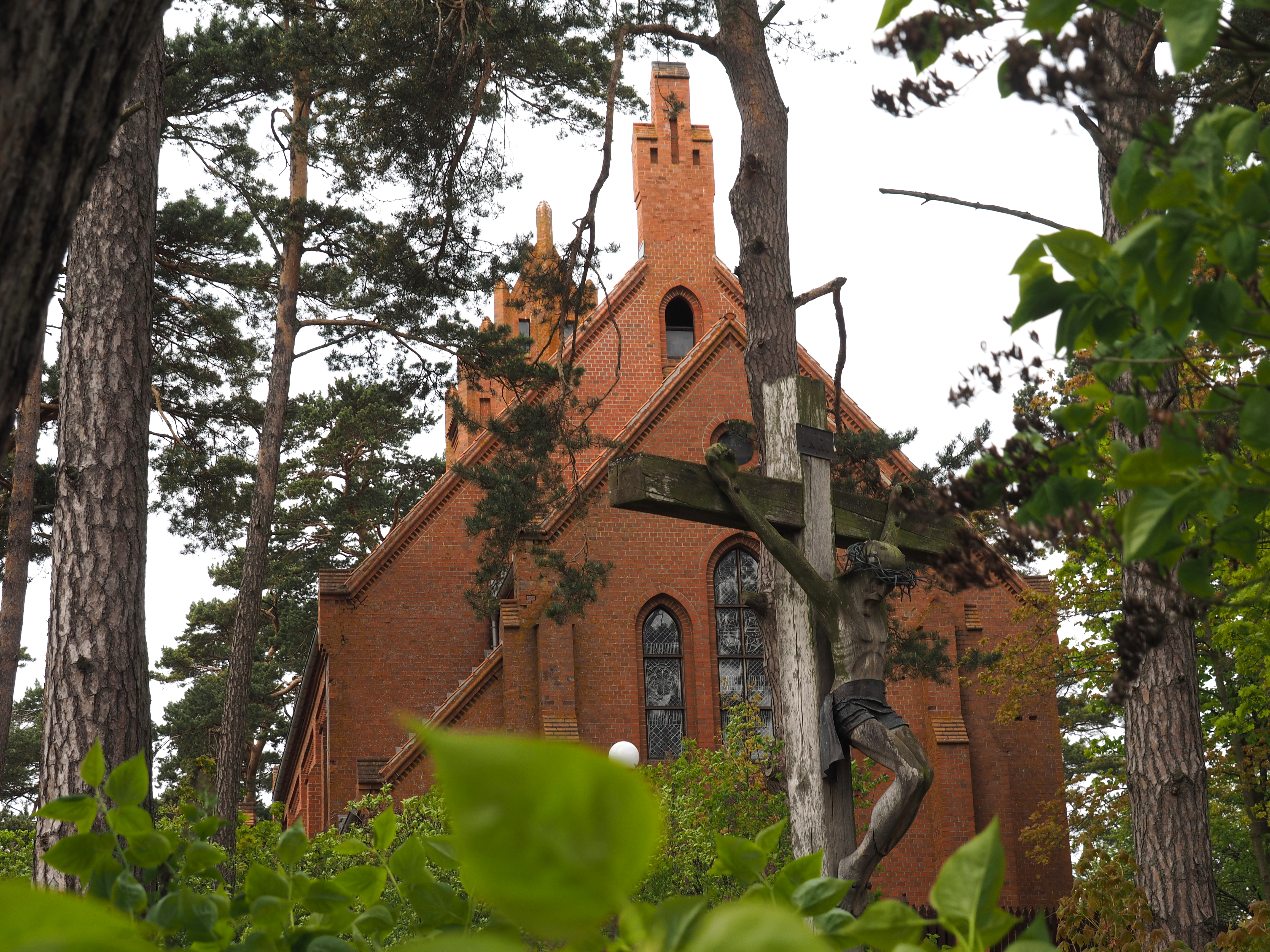
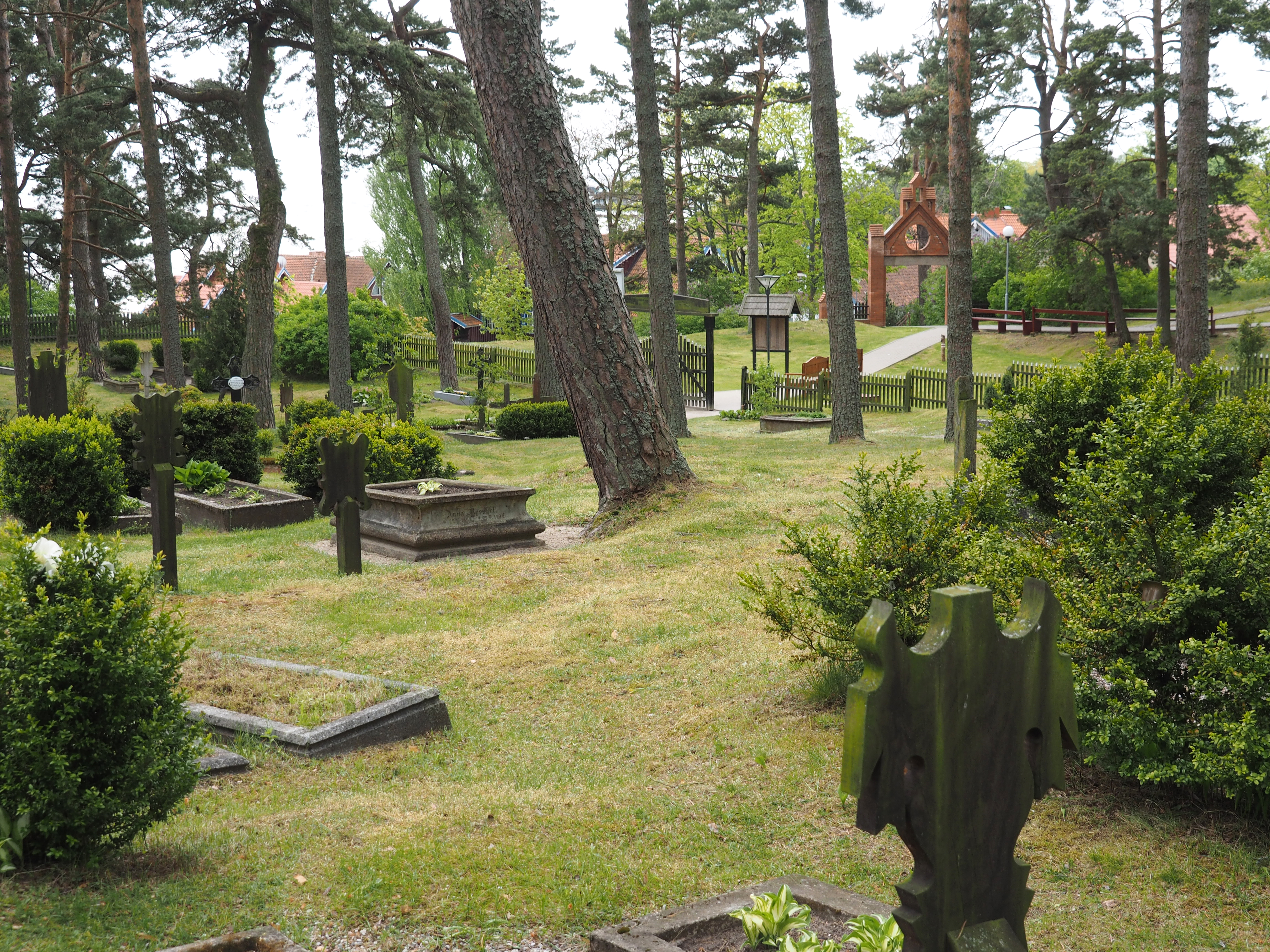
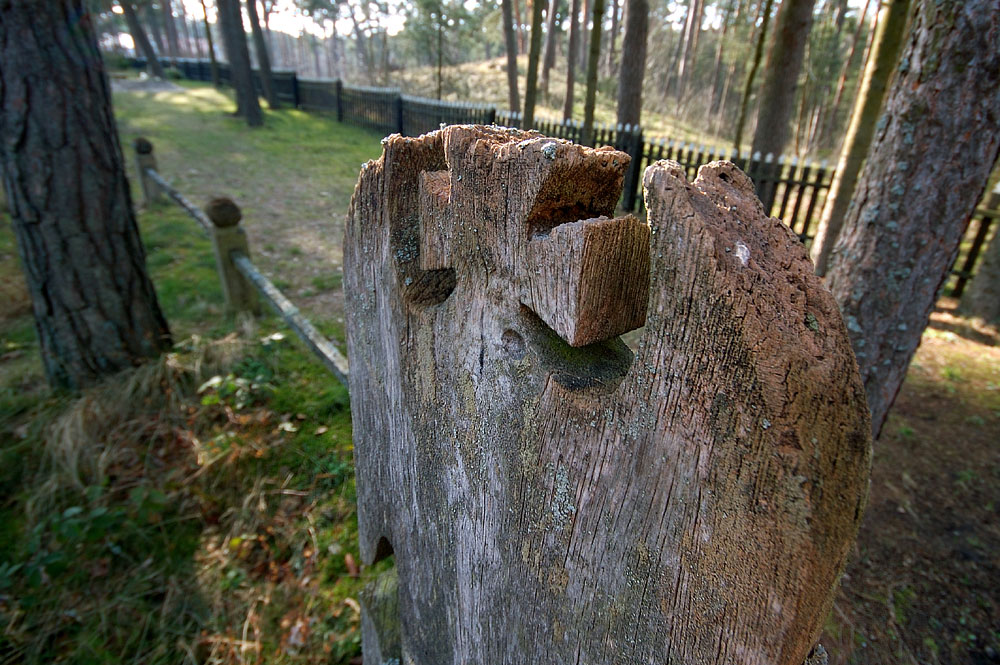
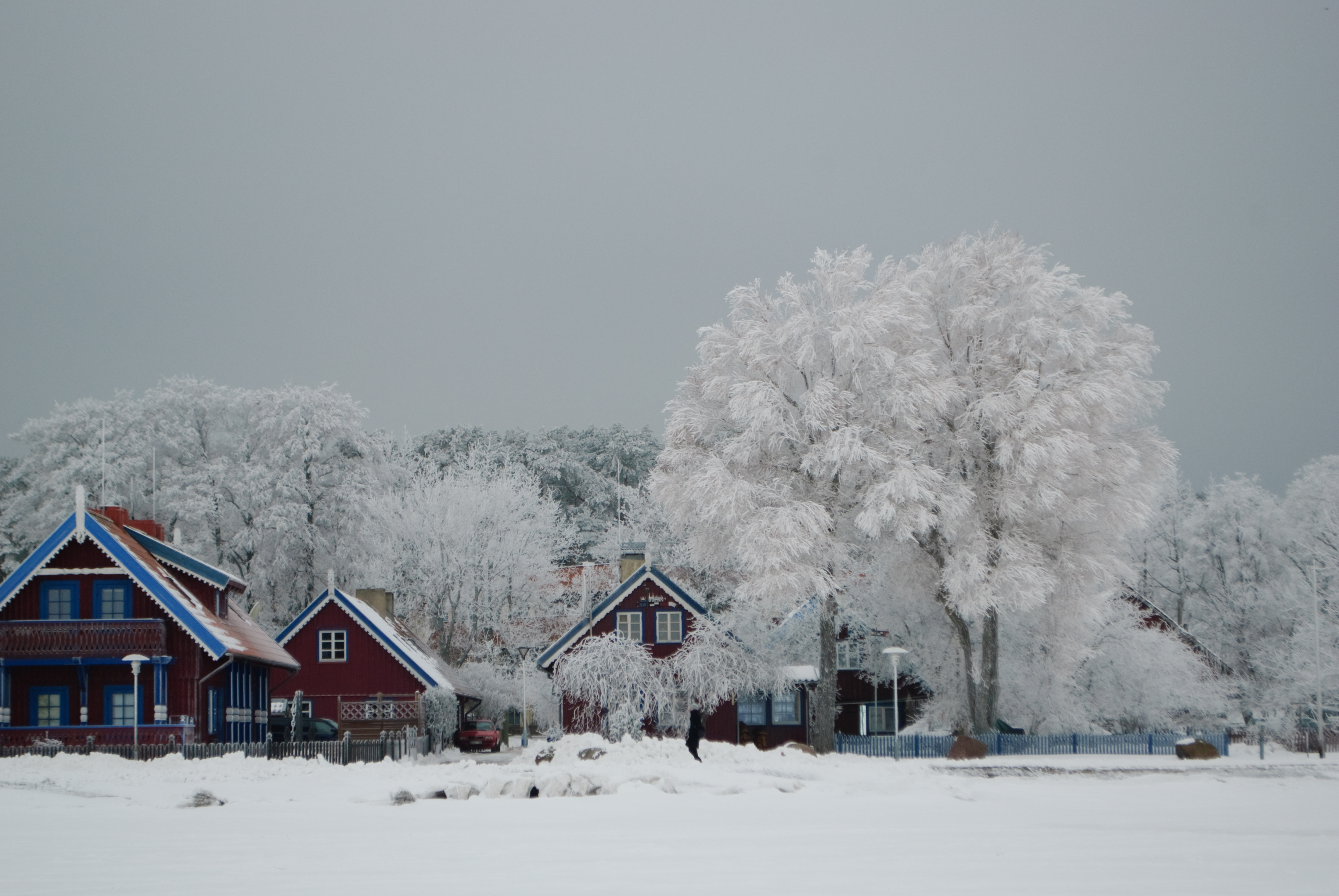

## جاذبه‌های توریستی
- کلیسای سنت ماری
- فانوس دریایی نیدا
- اسکله نیدا
- پلاژ برهنگی نیدا